# Ігнотус (премія)
Премія «Ігнотус» (ісп. Premio Ignotus) — щорічна літературна нагорода, заснована 1991 року Іспанською асоціацією фантастики, наукової-фантастики та жахів (ісп. Asociación Española de Fantasía, Ciencia Ficción y Terror). Прагне бути рівноцінною іспанською версією американської премії «Г'юго». Отримала свою назву від псевдоніма, яким підписував свої твори на початку двадцятого століття Хосе де Алола (ісп. José de Elola). За присудження нагороди голосують члени ГіспаКону (ісп. HispaCon), національного конвенту (з'їзду) наукової-фантастики Іспанії.

## Категорії
- Найкращий роман (з 1991);
- Найкраща повість (з 1995);
- Найкраще оповідання (з 1991 року як найкраща розповідь, а з 1994 — теперішня назва);
- Найкраща збірка (з 2001);
- Найкраща книга есеїв (з 1992 як найкращий нефантастичний твір, а з 1994 — теперішня назва);
- Найкраща стаття (3 1994);
- Найкраща ілюстрація (з 1991);
- Найкраща аудіовізуальна продукція (з 1994);
- Найкращий комікс (з 2003);
- Найкращий поетичний твір (з 1994);
- Найкращий журнал (з 1994);
- Найкращий іноземний роман (з 1994);
- Найкраще іноземне оповідання (з 1994);
- Найкращий вебсайт (з 2001).

2010 року винятково присуджено премію «Ретроігнотус», якої удостоївся роман Хав'єра Редаля та Хуана Мігеля Агілери 1988 року — «Сини вічності» (ісп. Hijos de la Eternidad)

## Найкращий роман
| - 1991: Ден Сіммонс «Гіперіон» (англ. Hyperion) - 1992: Тім Пауерс «Гніт її турботи» (англ. The Stress of Her Regard) - 1993: Не присуджували - 1994: Габріель Бермудес Кастільйо «Смертельне вітання» (ісп. Salud mortal) - 1995: Хуан Мігель Агілера та Хав'єр Редаль «Прихисток» (ісп. El refugio) - 1996: Родольфо Мартінес «Котяча усмішка» (ісп. La sonrisa del gato) - 1997: Родольфо Мартінес «Нічия земля: Хормунганд» (ісп. Tierra de nadie: Jormungand) - 1998: Хав'єр Негрете «Погляд фурій» (ісп. La mirada de las furias) - 1999: Хуан Мігель Агілера «Божевілля богів» (ісп. La locura de Dios) - 2000: Родолфо Мартінес «Безодня привертає твій погляд» (ісп. El Abismo te devuelve la mirada) - 2001: Хосе Антоніо Суарез «Нукслум» (ісп. Nuxlum) - 2002: Габріель Бермундес Кастільйо «Демони у небі» (ісп. Demonios en el cielo) - 2003: Карлос Ф. Кастросін «П'ять днів тому» (ісп. Cinco días antes) | - 2004: Хав'єр Негрете «Вогняний меч» (ісп. La espada de fuego) - 2005: Родольфо Мартінес «Сон Червоного Короля» (ісп. El sueño del rey rojo) - 2006: Фернандо Вакерісо «Танець пітьми» (ісп. Danza de tinieblas) - 2007: Рафаель Марін Тречера «Жонглер» (ісп. Juglar) - 2008: Хав'єр Негрете «Александер Македонський та Орли Риму» (ісп. Alejandro Magno y las Aguilas de Roma) - 2009: Девід Хассо «День собак» (ісп. Día de perros) - 2010: Едуардо Вакерісо «Остання ніч Гіпатії» (ісп. La última noche de Hipatia) - 2011: Віктор Конде «Хроніки мультивсесвіту» (ісп. Crónicas del Multiverso) - 2012: Родолфо Мартінес «Люто людські» (ісп. Fieramente Humano) - 2013: Фелікс Х. Пальма «Мапа неба» (ісп. El Mapa del Cielo) - 2014: Едуардо Вакерісо «Пам'ять пітьми» (ісп. Memoria de tinieblas) - 2015: Фелікс Х. Пальма «Мапа хаосу» (ісп. El mapa del caos) - 2016: Гієм Лопес «Претендент» (англ. Challenger) |

## Найкраща повість
| - 1995: Хуан Мігель Агілера та Хав'єр Редаль «У бездонній порожнечі» (ісп. En un vacío insondable) - 1996: Хуан Мігель Агілера та Хав'єр Редаль «Прокляття» (ісп. Maleficio) - 1997: Родольфо Мартінес «Самотній вершник» (ісп. Un jinete solitario) - 1998: Едуард Гайєго та Гійєм Санчес і Гомес «Нагодуй спраглого» (ісп. Dar de comer al sediento) - 1999: Даніель Марес «Машина Пимблікота» (ісп. La máquina de Pymblikot) - 2000: Родолфо Мартінес «Це блискавично, це божевільно» (ісп. Este relámpago, esta locura) - 2001: Едуардо Вакерісо «Ракс» (ісп. Rax) - 2002: Хуан Мігель Агілера і Рафаель Марін Тречера «Проти часу» (ісп. Contra el tiempo) - 2003: Хав'єр Негрете «Міф про Ера» (ісп. El mito de Er) - 2004: Рамон Муньйоз «Імперія» (ісп. Imperio) | - 2005: Хосе Антоніо Котріна «Світанок» (ісп. Amanecer) - 2006: Хоакін Ревуельта «Зрада Юди» (ісп. La traición de Judás) - 2007: Бернардо Фернандес «Синій гель» (ісп. Gel azul) - 2008: Анхель Падія «Світ навиворіт» (ісп. Mundo al revés) - 2009: Серхіо Марс «40 сторіч твоїх роздумів» (ісп. Cuarenta siglos os contemplan) - 2010: Едуардо Гайєро та Гійєм Санчес і Гомес «Урожай кентавра» (ісп. La cosecha del centauro) - 2011: Серхіо Марс «Погляд Пегаса» (ісп. La mirada de Pegaso) - 2012: Дейвід Хассо «Текстура твоєї шкіри» (ісп. La textura de tu piel) - 2013: Едуардо Вакерісо, Хосе Рамон Васкес та Сантьяго Ексімено «Східний фронт» (ісп. Ostfront) - 2014: Родольфо Мартінес «Детектив» (ісп. Detective) - 2015: Хав'єр Негрете «Вартові часу» (ісп. Los centinelas del tiempo) - 2016: Цезар Майоркі «Людська натура» (ісп. Naturaleza humana) |

## Найкраще оповідання
| - 1991: Елія Барсело «Зірка» (ісп. La estrella) - 1992: Рафаель Марін Тречера «Розрита могила» (ісп. A tumba abierta) - 1993: Не присуджували - 1994: Хав'єр Негрете «Стан сутінок» (ісп. Estado crepuscular) - 1995: Родолфо Мартінес «Замок у повітрі» (ісп. Castillos en el aire) - 1996: Родолфо Мартінес «Робот» (ісп. El robot) - 1997: Хуан Мігель Агілера «Ліс із льоду» (ісп. El bosque de hielo) - 1998:Домінго Сантес «Моя наречена, моя дочка» (ісп. Mi esposa, mi hija) - 1999: Цезар Майоркі «П'ятнадцятий рух» (ісп. El decimoquinto movimiento) - 2000: Леон Арсенал «У кузнях марсіан» (ісп. En las fraguas marcianas) - 2001: Рафаель Марін Тречера «Мармур на пальмі» (ісп. La canica en la palmera) - 2002: Едуардо Гайєго та Гійєм Санчес і Гомес «Фортеця непоборної чистоти» (ісп. Fortaleza de invicta castidad) - 2003: Сантьяго Ексімено «Орігамі» (ісп. Origami) | - 2004: Едуардо Вакерісо «Чорні соколи» (ісп. Negras águilas) - 2005: Хосе Антоніо Котріна «Мертва дівчина» (ісп. La niña muerta) - 2006: Сантьяго Ексімено «Осінні дні» (ісп. Días de otoño) - 2007: Рафаель Марін Тречера «Звук каміння» (ісп. Son de piedra) - 2008: Альфредо Аламо та Сантьяго Ексімено «Відкриття Слягари» (ісп. La apertura Slagar) - 2009: Роберто Мало «Дощ з крові» (ісп. Lluvia sangrienta) - 2010: Девід Хассо «Невинні жертви» (ісп. Víctimas inocentes) - 2011: Девід Хассо «Вітер забуття» (ісп. El viento del olvido) - 2012: Серхіо Марс «Мітолітик» (ісп. Mytolític) - 2013: Хосе Рамон Васкес «Нео Токіо блюз» (ісп. Neo Tokio Blues) - 2014: Тамара Ромеро «Аеропорт кінця світу» (ісп. El aeropuerto del fin del mundo) - 2015: Ніевес Дельгадо «Червоні будинки» (ісп. Casas rojas) - 2016: Серхіо Марс «Людиноподібна бістія Біркенау» (ісп. La bestia humana de Birkenau) |

## Найкраща збірка
| - 2001: Леон Арсеналь «Поцілунок скорпіона та інші історії» (ісп. Besos de alacrán y otros relatos) - 2002: Мігель Барсело «Премія UPC 2000» (ісп. Premio UPC 2000) - 2003: Анджей Сапковський «Останнє бажання» - 2004: Анджей Сапковський «Меч призначення» - 2005: Паура — Том 1,VV.AA (ісп. Paura - volumen 1, VV.AA) - 2006: Фредерік Браун «Найкраще Фредеріка Брауна» (англ. Best of Fredric Brown) - 2007: Ґреґ Іґен «Аксіоматика» - 2008: «Премія UPC 2006» (ісп. Premio UPC 2006, VV.AA.) - 2009: Сантьяго Ексімено «Діти, які граються з ножами» (ісп. Bebés jugando con cuchillos) | - 2010: Хуан Хасінто Муньос Ренхель «Механіка та алхімія» (ісп. De mecánica y alquimia) - 2011: Серхіо Марс «Погляд Пегаса» (ісп. La mirada de Pegaso) - 2012: Девід Хассо «Безодні» (ісп. Abismos) - 2013: «Нова Земля. Антологія сучасної наукової фантастики» (ісп. Terra Nova. Antología de ciencia ficción contemporánea) - 2014: «Нова Земля, Том 2» (ісп. Terra Nova Vol. 2, VV.AA) - 2015: «Нова Земля, Том 3» (ісп. Terra Nova Vol. 3, VV.AA) - 2016: «За течією Моря Дощів» (ісп. A la deriva en el Mar de las Lluvias, VV.AA) |

## Найкраща книга есеїв
| - 1992: Хав'єр Редаль «Я — Роберт Грейвз» (ісп. Yo, Robert Graves) - 1993: Не присуджували - 1994: Дейвід Прінґл «Фантастична література: 100 найкращих романів» (ісп. Literatura fantástica: las 100 mejores novelas) - 1995: Х. Х. Понт та М. Морено «Фізика та наукова фантастика» (ісп. Física i ciència-ficció) - 1996: Рафаель Марін Тречера «Комікси Марвел» (ісп. Los cómics Marvel) - 1997: Джон Клют «Наукова фантастика: Ілюстрована енциклопедія» (англ. The Illustrated Encyclopedia Of Science Fiction) - 1998: Карлос Кідонча та Педро Гарсія Більбао «Велика сага Азнар» (ісп. La gran saga de los Aznar) - 1999: Пабло Герранс «У напрямку вічності» (ісп. Rumbo al infinito) - 2000: Луїз Гонсалес Байсолі «Мова ельфів» (ісп. El lenguaje de los elfos) - 2001: Мікель Борсело «Парадокси: Наука у науковій фантастиці» (ісп. Paradojas: ciencia en la ciencia ficción) - 2002: «Сто найкращих науково-фантастичних романів XX століття» (ісп. Las 100 mejores novelas de CF del siglo XX , VV.AA) - 2003: «Іспанська наукова фантастика» (ісп. La ciencia ficción española, VV.AA) - 2004: «Путівник по науковій фантастиці та фентезі Іспанії» (ісп. Guía de la ciencia ficción y la fantasía en España) | - 2005: Пілар Педраса «Спектр» (ісп. Espectra) - 2006: Пабло Капана «Ідіос Космос» (ісп. Idios Kosmos) - 2007: Серхіо Гот вел Гартман «Всесвіт наукової фанатстики» (ісп. El universo de la ciencia-ficción) - 2008: Альфонсо Морело «Телевізійна фантастика» (ісп. Fantástica Televisión) - 2009: «Від фейлетону до книг з м'якою обкладинкою: 50 років популярних іспанських романів (1900—1950)» (ісп. Del folletín al bolsilibro: 50 años de la novela popular española) - 2010: Рафаель Марін Тречера «Х з Хранителів» (ісп. W de Watchmen) - 2011: Фернандо Анхель Морено «Теорія наукової фантастики» (ісп. Teoría de la literatura de ciencia ficción) - 2012: «Бігун по лезу. Те, що не розумів Декард» (ісп. Blade Runner. Lo que Deckard no sabía) - 2013: Родольфо Мартінес «Наукова фантастика Ісаака Азімова» (ісп. La ciencia ficción de Isaac Asimov) - 2014: Серхіо Марс «100 фантастичних творів журналу Rescepto» (ісп. La 100cia ficción de Rescepto) - 2016: «Я — більше ніж серія» (ісп. Yo soy más de series, VV.AA.) |

## Найкраща стаття
| - 1994: Домінго Сантос «Анонімний злочинець» (ісп. El perpetrador anónimo) - 1995: Аугусто Урібе «Полковник Ігнотус» (ісп. El Coronel Ignotus) - 1996: Аугусто Урібе «Капітан Сиріус» (ісп. El capitán Sirius) - 1997: Едуардо Гайєго та Хав'єр Редаль «Сон Дарвіна… наукова фантастика та еволюція» - 1998: Аугустін Хаурегізар «Перший етап ГіспаКонів» (ісп. La primera etapa de las HispaCones) - 1999: Хуліан Діез «Збірки НФ» (ісп. Las colecciones de CF) - 2000: Стівен Бекстер «Усі закордоном до Ескатону!» (англ. All aboard for the Eschaton!) - 2001: Хуан Мануель Сантьяго «Бестере! Бестере!» (ісп. ¡Bester! ¡Bester!) Крістобаль Перес-Кастехон «Подорож до зірок: Зорельоти у НФ» (ісп. Viajando hacia las estrellas: naves estelares en la CF) - 2002: Хосе Карлос Канальда «Еротизм у жорстких романах» (ісп. El erotismo en las novelas de a duro) - 2003: Крістобаль Перес-Кастехон «Грім серед зірок» (ісп. Truenos entre las estrellas) - 2004: Крістобаль Перес-Кастехон «Коли дмуть вітри змін» (ісп. Cuando soplan los vientos del cambio) - 2005: Альфонсо Морело «Альтернативна історія в іспанській літературі» (ісп. Historia alternativa en la literatura española I) - 2006: Альфонсо Морело «Марсіанські хроніки» (ісп. Crónicas Marcianas) | - 2007: Альфонсо Морело «Наукова фантастика? Що це?» (ісп. Ciencia ficción, ¿Qué es?) - 2008: Габріелла Камбелл «Релятивістична германевтика» (ісп. Hermenéutica relativista) - 2009: Маріо Морено Кортіна «Боги-астронавти у науковій фантастиці» (ісп. Los dioses astronautas en la ciencia ficción) - 2010: Альфонсо Морела «Історія, якої не було; про „Чотири сторіччя доброго правління“ та інші твори Ніло Марії Фабри» (ісп. La historia que no fue; a propósito de “Cuatro siglos de buen gobierno” y la otra historia de Nilo María Fabra) - 2011: Альфонсо Морело «Радіороман у жанрі іспанської наукової фантастики: Історії для того, щоб уявляти» (ісп. La radionovela de ciencia ficción española: Historias para imaginar) - 2012: Ігнаціо Ійаррегі «Гігамеш? Звідки..?» (ісп. Gigamesh, ¿Qué fue de…?) - 2013: Фернандо Анхель Морено «Наукова фантастика іспанською» (ісп. Ciencia ficción en español) - 2014: Маріано Віярреаль «Іспанська наукова фантастика» (ісп. La ciencia ficción española) - 2015: Еліас Ф. Комбарро «20 авторів розповідей у жанрі наукової фантастики» (ісп. 20 autores de relatos de ciencia ficción que deberías estar leyendo) - 2016: Крістіна Хурадо «Антології наукової фантастика в Іспанії» (ісп. Antologías de ciencia ficción en España) |